# 에드워드 제임스 로이

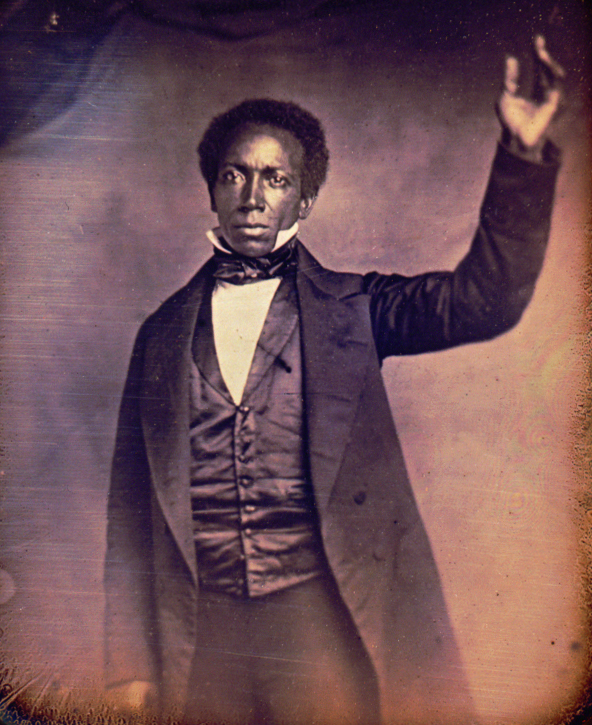
에드워드 J. 로예

에드워드 제임스 로이(영어: Edward James Roye, 1815년 2월 3일 ~ 1872년 2월 11일)는 라이베리아의 정치인으로, 1870년 제5대 라이베리아 대통령으로 취임하였으나 1871년 반란이 일어나 하야하고 1872년 사망했다. 라이베리아 대통령 중 최초로 트루 휘그당 소속의 인물이었다.

## 생애
1815년 미국 오하이오주 뉴어크(Newark)에서 이그보족 혈통의 흑인으로 태어났다. 1846년 미국식민협회가 주도한 라이베리아 이주 운동에 관심을 느껴 가족들과 함께 라이베리아로 향했다. 독립 직후부터 라이베리아 하원 의장을 맡는 등 정치에 참여하기 시작했다.
1870년 대통령이 되어 당시 심각한 문제이던 경제난을 해결하기 위해 농업을 근대화시키려 노력했다. 1871년 하원 의장이던 윌리엄 스펜서 앤더슨(William Spencer Anderson)에게 영국으로부터 50만 달러를 차관하도록 하였다가 강한 비판에 부딪혀 끝내 앤더슨이 체포되기에 이르렀다. 앤더슨에게는 무죄가 선고되었으나 재판을 끝마치고 나오던 중 총으로 암살당했다.
기록이 많지 않아 불확실하나, 1871년 10월 일종의 쿠데타가 일어나 로이 역시 축출당한 것으로 추정된다. 이후 몇 개월 간 수감당해 있다가 1872년 살해로 추정되는 사유로 사망했다.

## 역대 선거 결과
| 선거명      | 직책명              | 대수 | 정당        | 득표율 | 득표수 | 결과 | 당락 |
| ----------- | ------------------- | ---- | ----------- | ------ | ------ | ---- | ---- |
| 1869년 선거 | 라이베리아의 대통령 | 5대  | 트루 휘그당 | 0%     | -표    | 1위  |      |

## 같이 보기
- 라이베리아의 역사